# Моравско-паннонские легенды
Моравско-паннонские легенды (другие названия: Паннонско-моравские легенды, Паннонские легенды, Жития, Жития Константина (Кирилла) и Мефодия; лат. Vitae) — общее название исторических старославянских письменных памятников (написаны в прозе):
- Житие Константина
- Житие Мефодия

Термин «легенды» в данном случае условен, так как в текстах описываются реальные и конкретные события,
Тексты считаются основным источником информации о начале развития христианства на территории Великой Моравии и об истории этого государства: «Оба славянских жития являются чрезвычайно важным и поистине уникальным источником сведений об истории Чехии и Словакии XI века и о миссии Кирилла и Мефодия». Их достоверность как исторических источников абсолютно доказана.
Оба текста разные со стилистической точки зрения (вполне вероятно, что авторов текстов два, а не один), но они тесно связаны по описанию фактов (то есть композиционно и тематически): в «Житии Мефодия» не описываются либо совсем кратко упоминаются события, более подробно анализируемые в «Житии Константина» и наоборот (в «Житии Мефодия» в основном повествуется о событиях, произошедших в период между смертью Константина и Мефодия). Ввиду такой связанности обоих произведений они в научной литературе, как правило, объединяются под названием Моравско-паннонские легенды.
Оба тексты являются оригинальными произведениями, написанными по законам византийской агиографии. Их композиционная и лингвистическая ценность весьма высоки: «Их высокая литературная значимость и художественное мастерство признаны всеми исследователями этих памятников литературы», «…они также свидетельствуют о весьма продвинутом для своего времени культурном уровне». Моравско-паннонские легенды являются не только продолжением литературной деятельности Константина и Мефодия, но и её кульминацией. Оба жития выделяют и подчёркивают необходимость образования, чем и отличаются от произведений аналогичной направленности, написанных как на Западе, так и на Востоке.
Некоторые авторы, однако, акцентируют внимание на том, что термин «легенды» к данным двум текстам неприменим, так как он не характеризует их истинную природу.